# Алькасар-дель-Рей
Алькасар-дель-Рей (ісп. Alcázar del Rey) — муніципалітет в Іспанії, у складі автономної спільноти Кастилія-Ла-Манча, у провінції Куенка. Населення — 208 осіб (2010).
Муніципалітет розташований на відстані близько 85 км на південний схід від Мадрида, 55 км на захід від Куенки.

## Демографія
Динаміка населення (INE ):

## Галерея зображень

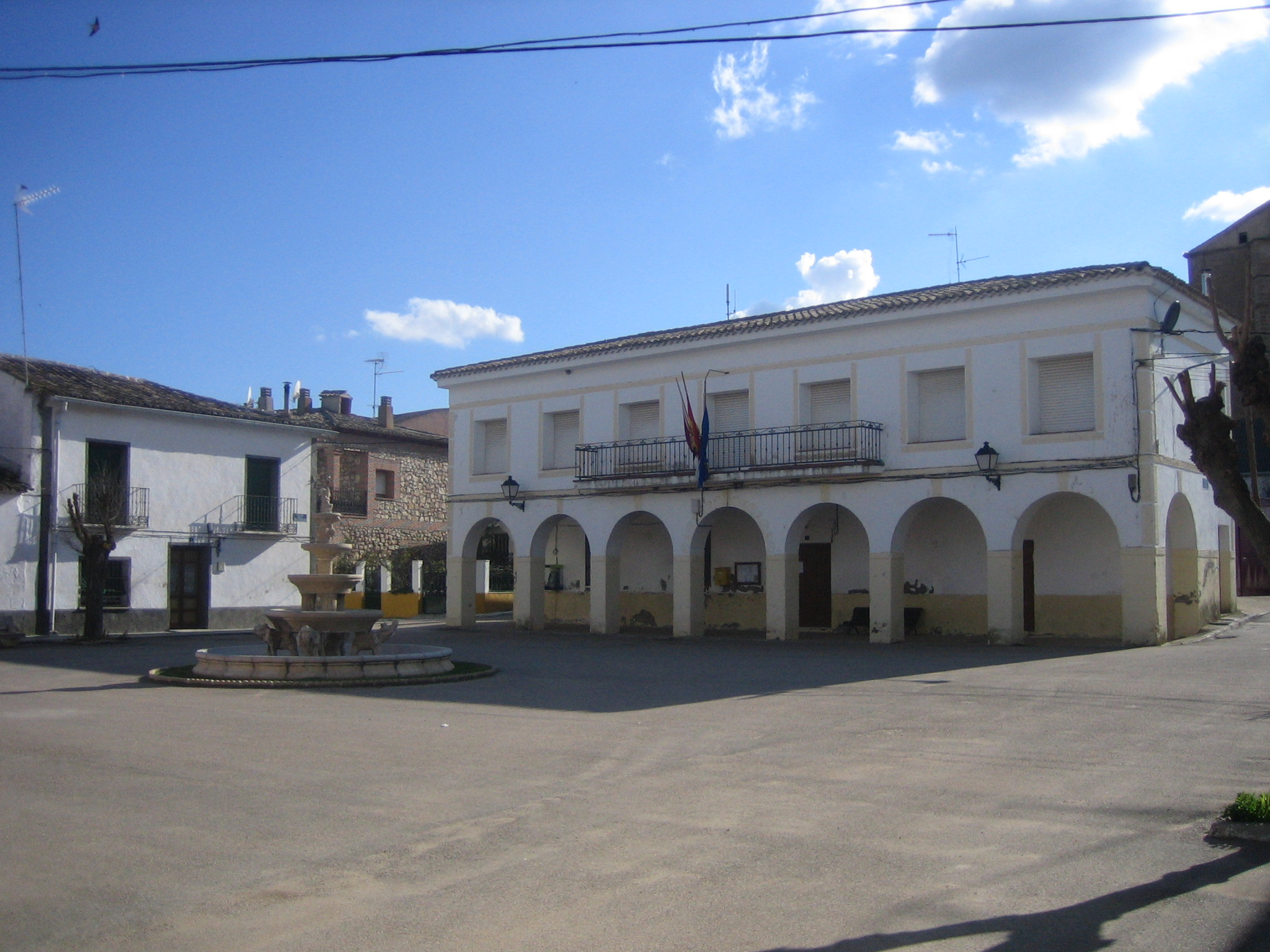
Муніципальна рада і Площа Конституції
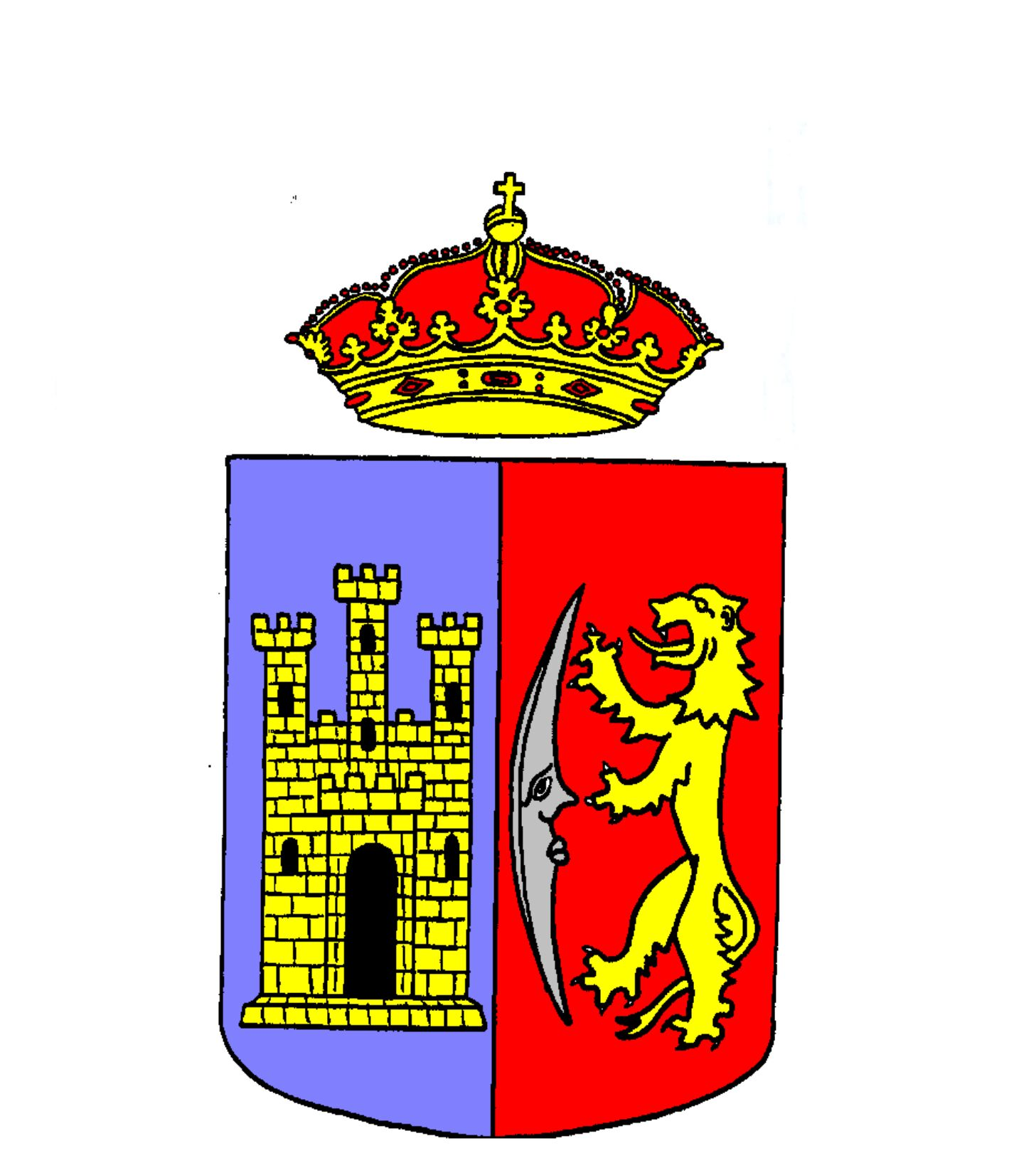
Герб муніципалітету Алькасар-дель-Рей
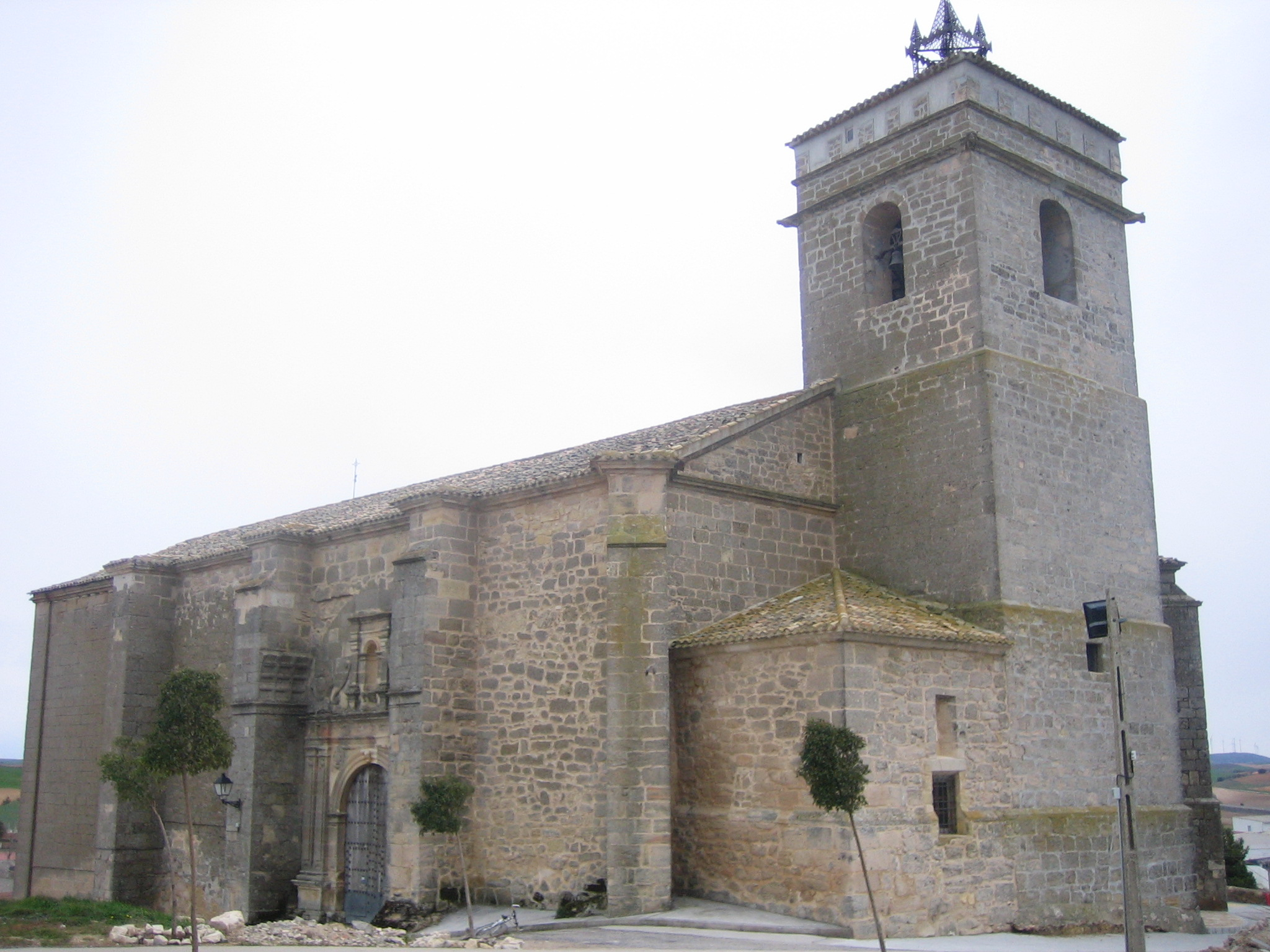
Церква Санто-Домінго-де-Сілос
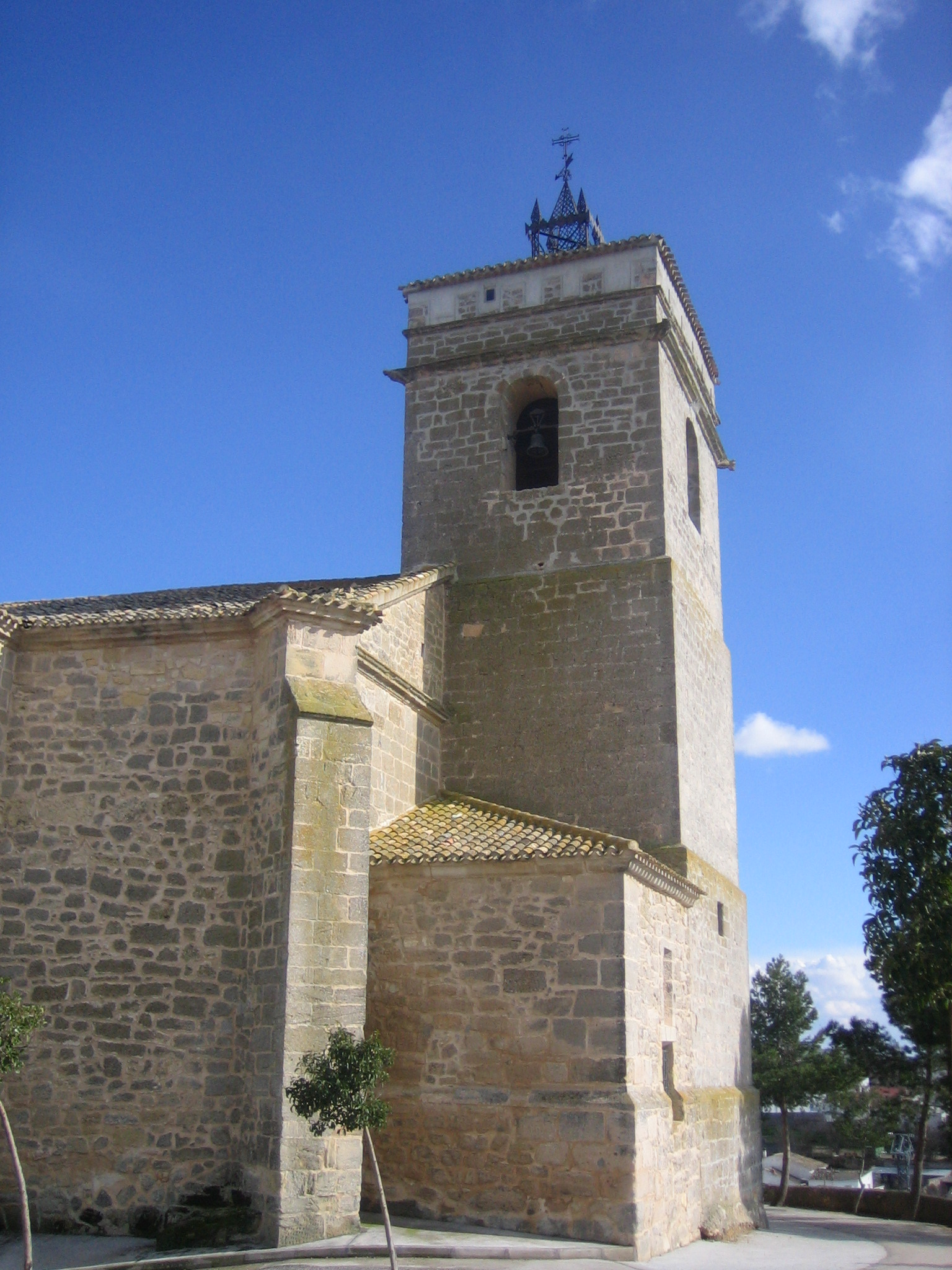
Дзвіниця церкви Санто-Домінго